# Otton de Lotharingie
Otton Ier, mort en 944, fut comte de Verdun de 923 et duc de Lotharingie de 940/941 jusqu'à sa mort.

## Biographie
On ne sait que peu de choses. Il semble être fils de Ricuin de Verdun (assassiné en 923) et de sa première épouse, fille d'un comte Ingelram. Sa mère pourrait être de la famille des Liudolfing, ce qui expliquerait son prénom et pourquoi, les rois de Germanie lui confièrent la Lotharingie. Bien qu'il n'est jamais mentionné comme comte, il semble probable qu'il a succédé à son père à Verdun.
Quelque temps après la destitution de Henri Ier, frère cadet du roi Otton Ier de Germanie en 940, il fut chargé de gouverner le duché de Lotharingie en tant que préfet (praeficiensque regioni Lothariorum), ainsi que prendre la tutelle sur Henri, fils de l'ancien duc Gislebert.
Otton meurt au printemps 944, peu avant ou après son pupille Henri. Le roi Otton a nommé Conrad le Roux nouveau duc de Lotharingie. À Verdun, Raoul d'Yvois (mort vers 960/965) est mentionné comte en 949.

## Sources
- (de) « Otto von Verdun, herzog von lothringen » (consulté le 26 novembre 2005), archives